# Antonaves
Antonaves korábbi község (település) Franciaországban, Hautes-Alpes megyében. Lakosainak száma 143 fő (2018. január 1.). Antonaves Mison, Châteauneuf-de-Chabre, Ribiers, Saint-Pierre-Avez és Val-Buëch-Méouge községekkel határos.
2016. január 1-jén Châteauneuf-de-Chabre és Ribiers községgel egyesült és delegált község státusszal Val Buëch-Méouge új község része lett.

## Népesség
A település népességének változása:
| Lakosok száma | 64   | 62   | 101  | 126  | 158  | 179  | 179  | 179  | 144  | 143  |
|               | 1962 | 1968 | 1982 | 1990 | 1999 | 2008 | 2011 | 2013 | 2017 | 2018 |